# Younès Belhanda
Younès Belhanda (* 25. února 1990 Avignon) je marocko-francouzský fotbalista, od července 2017 hráč klubu Galatasaray SK.
V mládežnických kategoriích reprezentoval Francii, na seniorské úrovni reprezentuje Maroko.

## Úspěchy
- Tým roku Ligue 1 podle UNFP – 2011/12[2]
- Hráč měsíce Ligue 1 podle UNFP – listopad 2011[3]